# Clusia trochiformis
Clusia trochiformis är en tvåhjärtbladig växtart som beskrevs av Vesque. Clusia trochiformis ingår i släktet Clusia och familjen Clusiaceae. Inga underarter finns listade i Catalogue of Life.